# Urocerus gigas
El sírice gigante o avispa gigante de la madera (Urocerus gigas) es una especie de sínfito, nativo del Paleártico y el norte de África. Los adultos por lo general miden entre 10 a 40 mm de largo.

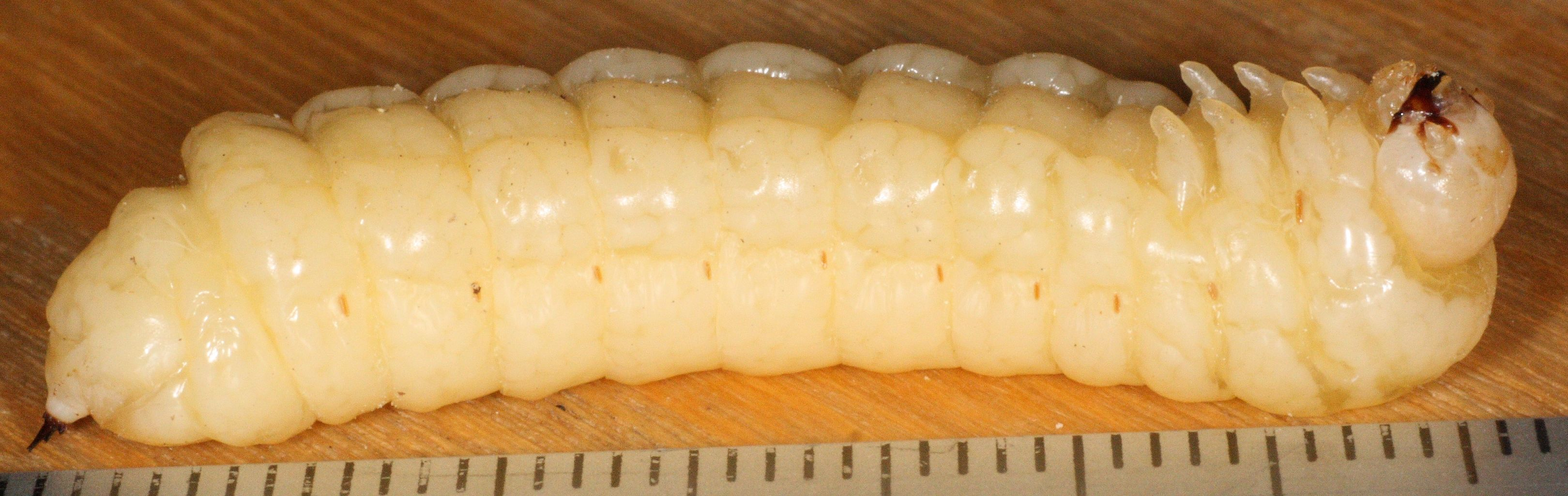
Larva

Taladra la madera, especialmente maderas blandas de troncos recientemente talados o de árboles enfermos. Generalmente los túneles están llenos de los residuos de la larva. Los túneles suelen tener un tamaño de 6 a 7 mm.
Urocerus flavicornis era considerado una subespecie, pero ahora se considera una especie separada.

## Subespecies
- Urocerus gigas gigas
- Urocerus gigas taiganus